# Часниківка (станція)
Часниківка — проміжна залізнична станція 5 класу Конотопської дирекції Південно-західної залізниці на лінії Бахмач-Пасажирський — Деревини.
Розташована в Бахмацькому районі Чернігівської області між станціями Бахмач-Гомельський (12,2 км) та Доч (11 км).
На станції зупиняються поїзди місцевого сполучення.